# Zadar
Zadar (wł. Zara,, węg. Zára, niem. Jadera) – miasto w Chorwacji, siedziba żupanii zadarskiej oraz miasta Zadar. Leży w Dalmacji, nad Morzem Adriatyckim. W 2011 roku liczyło 71 471 mieszkańców.

## Znaczenie
Jest to centrum gospodarcze oraz kulturalne północnej Dalmacji i jednocześnie piąte co do wielkości miasto kraju. Stolica administracyjna żupanii zadarskiej.

## Historia

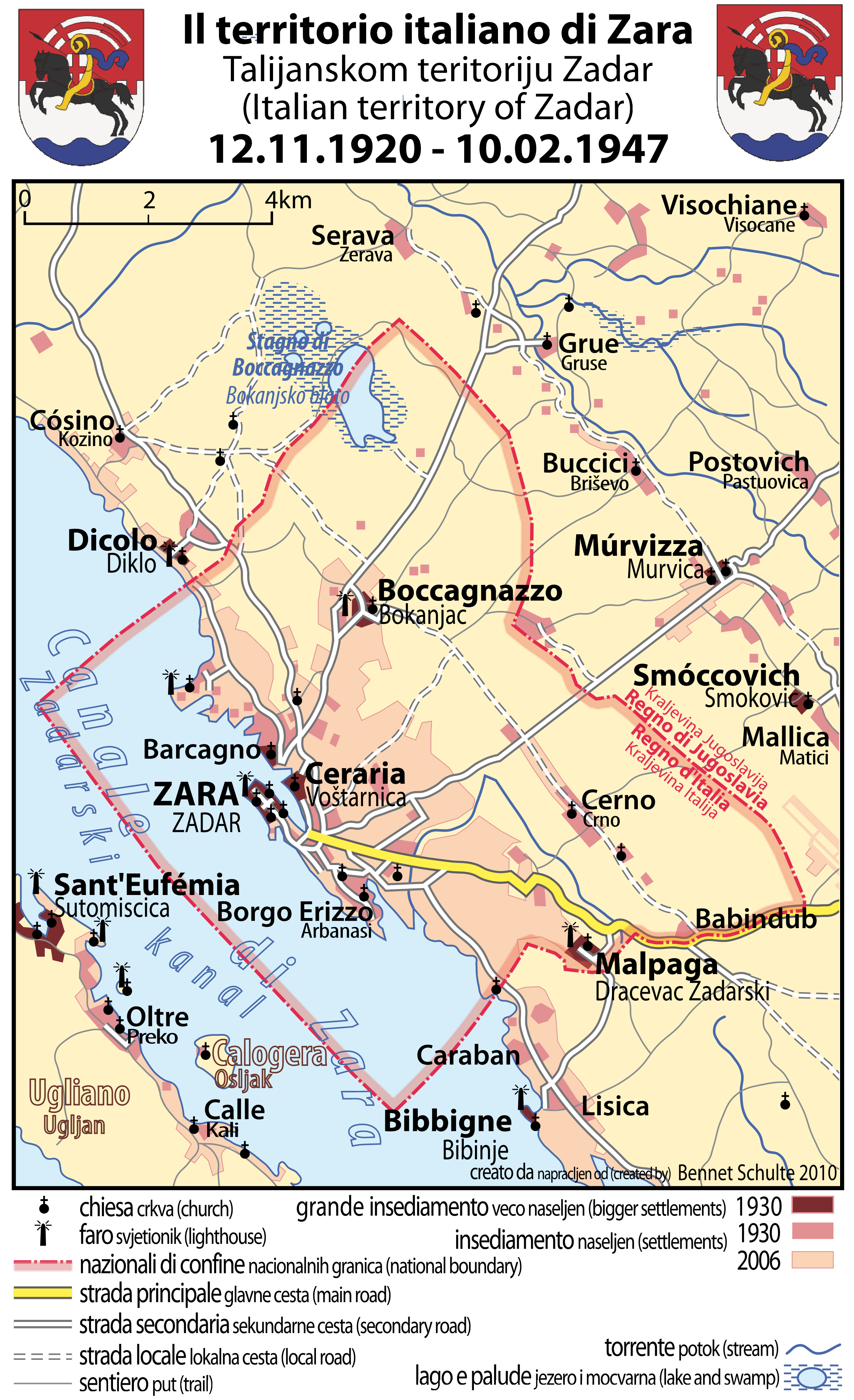
Mapa Zadaru w okresie przynależności do Włoch w latach 1920–1947

Historia miasta sięga IV w. p.n.e. Na terenie dzisiejszego Zadaru istniała osada iliryjskiego plemienia Liburnów. 300 lat później miasto, nazywane wówczas Jadrea, znalazło się pod panowaniem rzymskim. Za czasów panowania Cezara i Augusta umocniono je, otaczając murami obronnymi z basztami i trzema bramami, wytyczono forum, wzniesiono świątynie i bazyliki, amfiteatr, a także akwedukt i cmentarz.
Po zniszczeniu Salony ok. roku 614 zostało wybrane na centrum administracji bizantyjskiej w Dalmacji. Około przełomu VI i VII w. w mieście urodził się przyszły papież Jan IV. W VIII w. wokół Zadaru, pozostającego pod zwierzchnictwem Bizancjum, zaczęli się osiedlać przybyli z północy Słowianie.
W średniowieczu miał on status wolnego miasta i dopiero w X w. uznał zwierzchność królów chorwackich.
Później, wskutek IV wyprawy krzyżowej i oblężenia z 1202 roku znajdował się pod panowaniem weneckim. Na XV w. i XVI w. przypada bujny rozwój życia kulturalnego miasta, z którego pochodziło wielu wybitnych literatów, twórców kultury i sztuki (m.in. Petar Zoranić, jeden z pierwszych poetów piszących po chorwacku).
Po okresie panowania weneckiego Zadar znalazł się w granicach habsburskiej Austrii. Po I wojnie światowej nie wszedł w skład Królestwa Serbów, Chorwatów i Słoweńców, ale stał się włoską eksklawą wraz z kilkoma przyległymi, niewielkimi miejscowościami (oprócz Zadaru m.in. Bokanjac, Arbanasi, Crno, część miejscowości Diklo) – w sumie 104 km².
W okresie II wojny światowej Zadar stał się stolicą powiększonych terytoriów włoskich w Dalmacji (m.in. ze Splitem włącznie; odstąpionych przez marionetkowe Niepodległe Państwo Chorwackie); po upadku Benito Mussoliniego Chorwaci próbowali zająć miasto, ale ubiegły ich oddziały Wehrmachtu;  do 1944 miasto było pod kontrolą Włoskiej Republiki Socjalnej. Naloty anglo-amerykańskie doszczętnie zniszczyły centrum i zabytki.W październiku 1944, po wycofaniu wojsk niemieckich i ucieczce włoskich urzędników, Zadar zajęli partyzanci jugosłowiańscy. Od 1947 oficjalnie znalazł się w granicach Jugosławii, a od 1991 Chorwacji. Od 1994 roku w Zadarze ukazuje się dziennik „Zadarski list”.

## Zabytki i turystyka
Turystyka w Zadarze rozwija się od ponad stu lat – w 1899 powstało tu pierwsze biuro podróży Liburnija, istniejące nieprzerwanie do dziś. Znajduje się tu bardzo interesujące Muzeum Archeologiczne ze zbiorami z czasów starożytnych i średniowiecza. W chorwackich folderach turystycznych stawiane bywa na równi z Dubrownikiem oraz Wenecją. Miasto znane jest ze słynnego wiśniowego likieru Maraschino. Niedaleko przystani promowej, w północno-zachodniej części promenady, w nadbrzeże wbudowane są Morskie Organy (projekt: Nikolai Bašić). Wydają one tony różnej wysokości, w efekcie rytmicznego napełniania falami przyboju rurowej konstrukcji, która połączona jest z „piszczałkami” (te zaś mają wyloty w szczytowym poziomie nawierzchni promenady).
Najciekawsze zabytki:
- rzymskie forum i ruiny budowli rzymskich
- kościół przedromański św. Donata z IX w.
- romańska katedra św. Anastazji z przełomu XII w. i XIII w.
- romański kościół św. Chryzogona
- kościół NMP z charakterystyczną dzwonnicą z 1105
- kościół gotycki św. Tomasza z XIV w.
- renesansowa loggia
- budynek straży miejskiej z wieżą zegarową
- brama Porta Terraferma
- klasztor Franciszkanów z XVI w.
- pałace barokowe
- arsenał z XVIII w.
- ratusz
- kościół św. Szymona ze srebrnym sarkofagiem w środku
- klasztory – św. Michała i franciszkanów

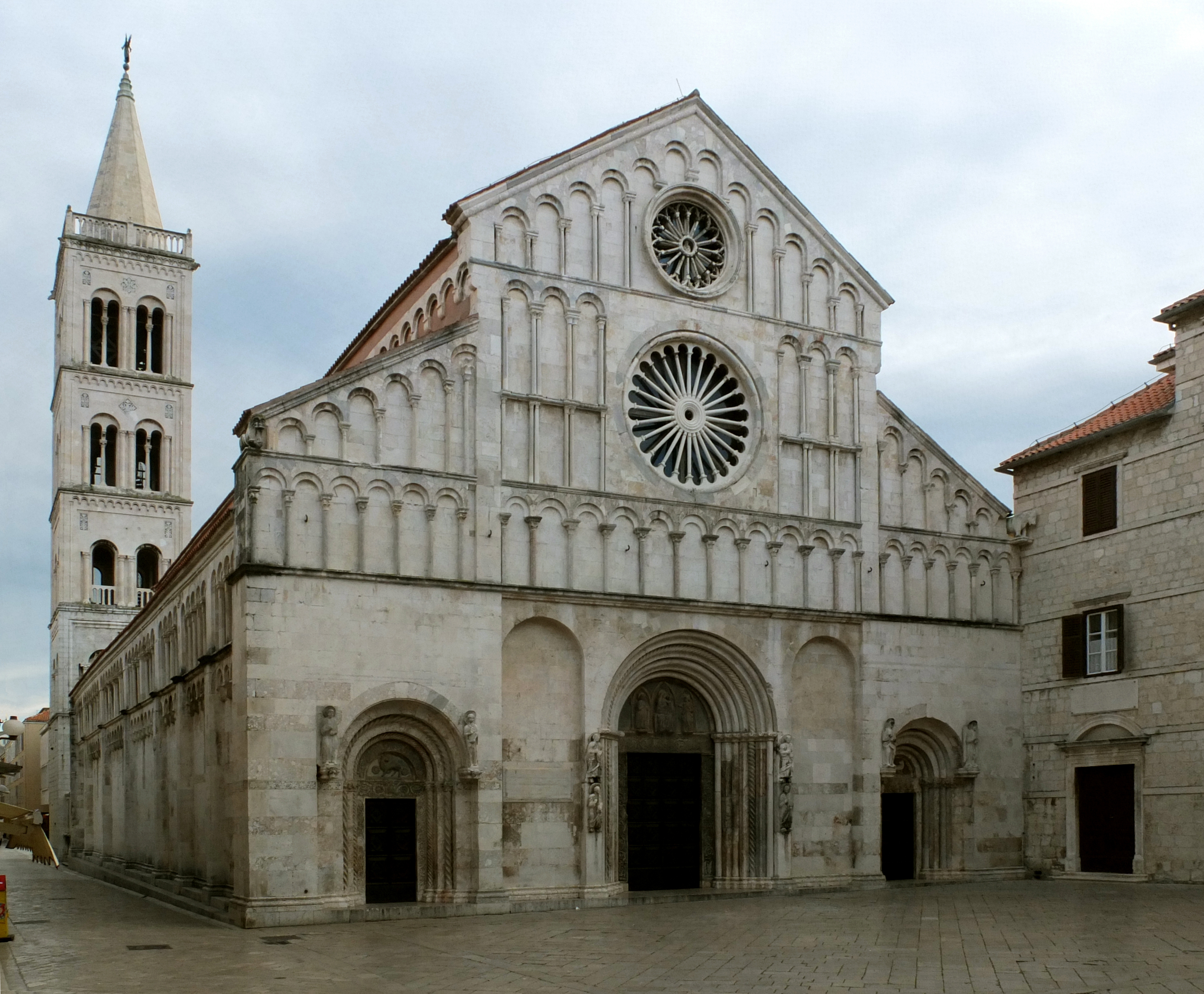
Katedra św. Anastazji
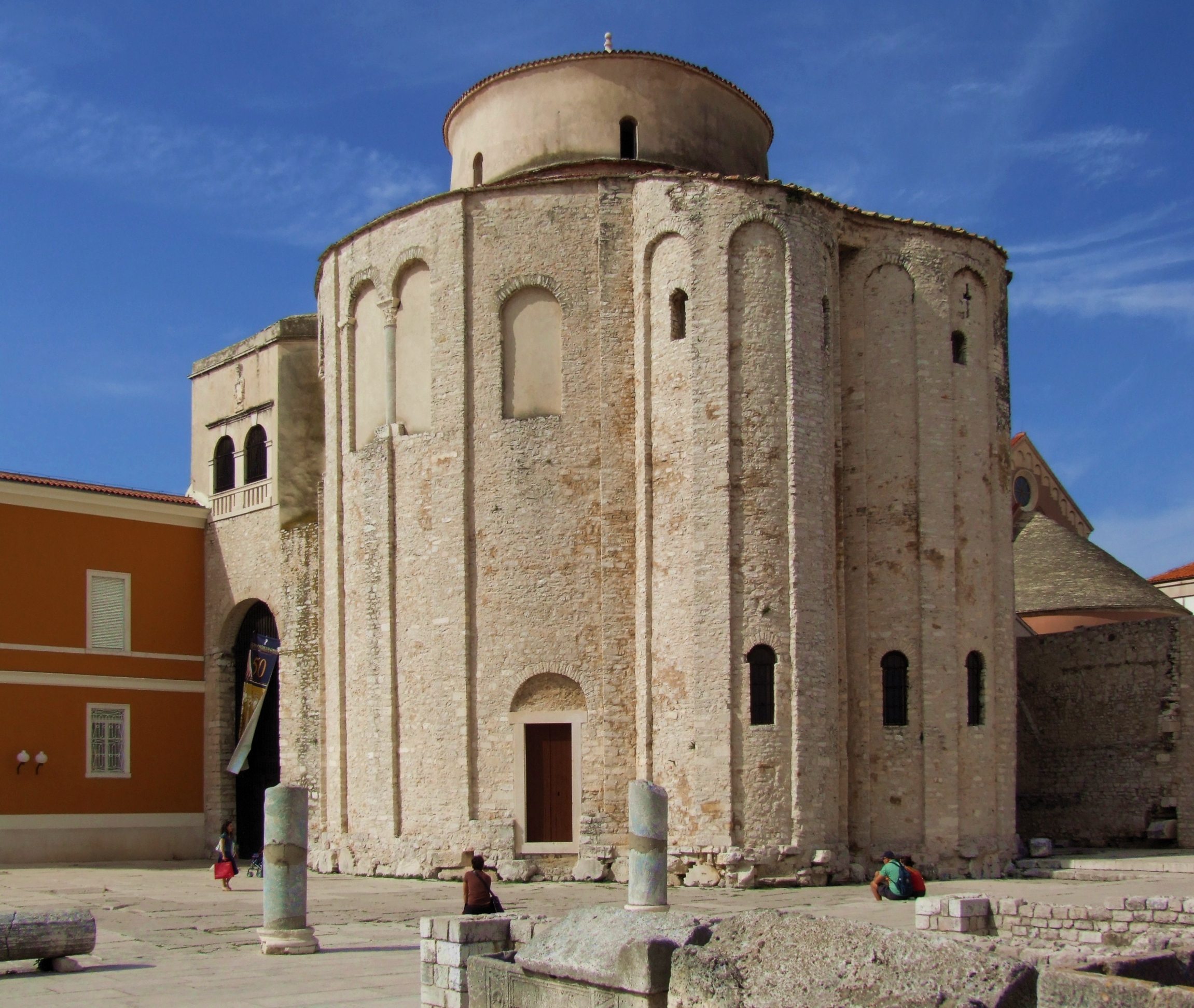
Kościół św. Donata.
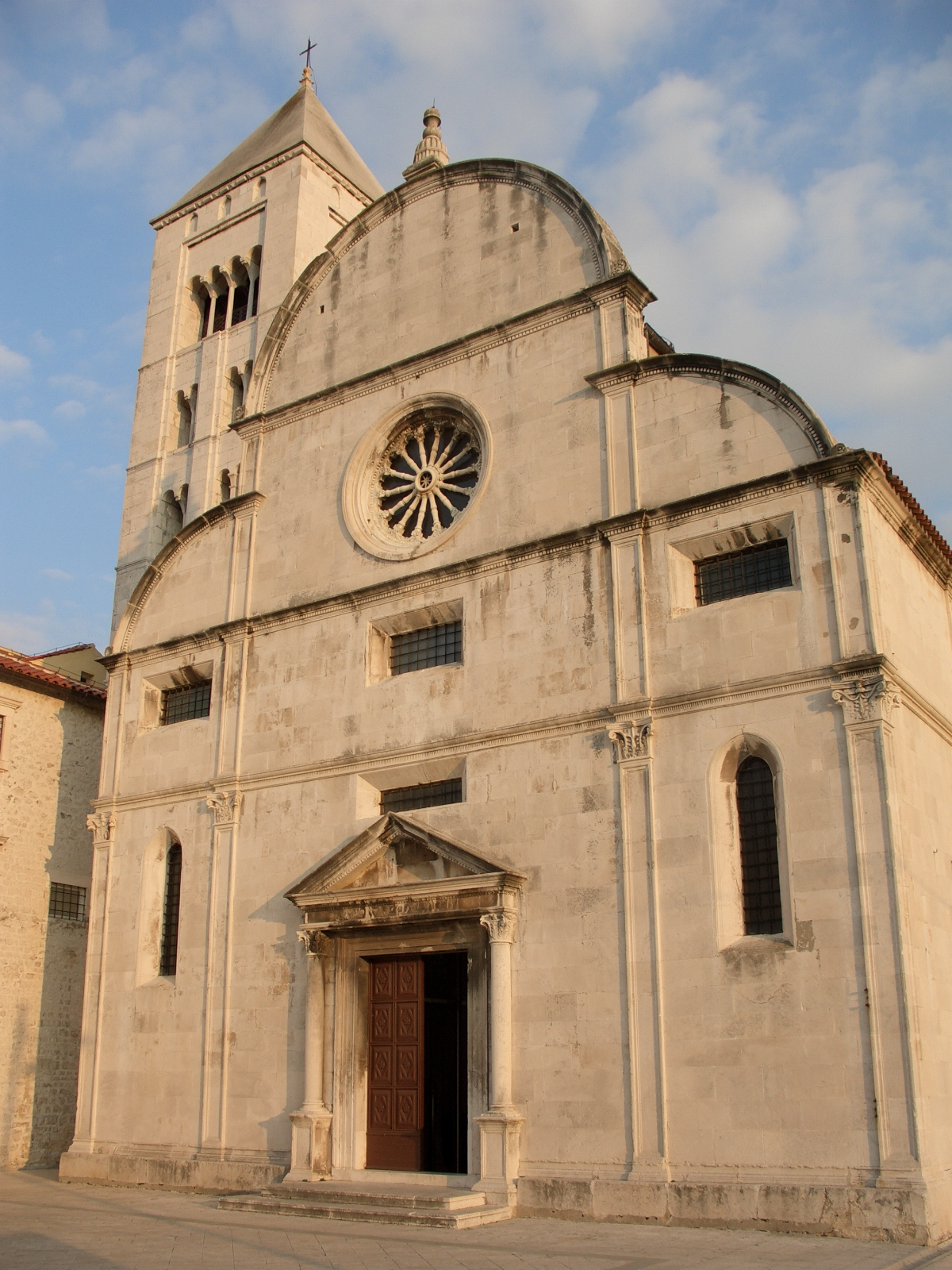
Kościół NMP
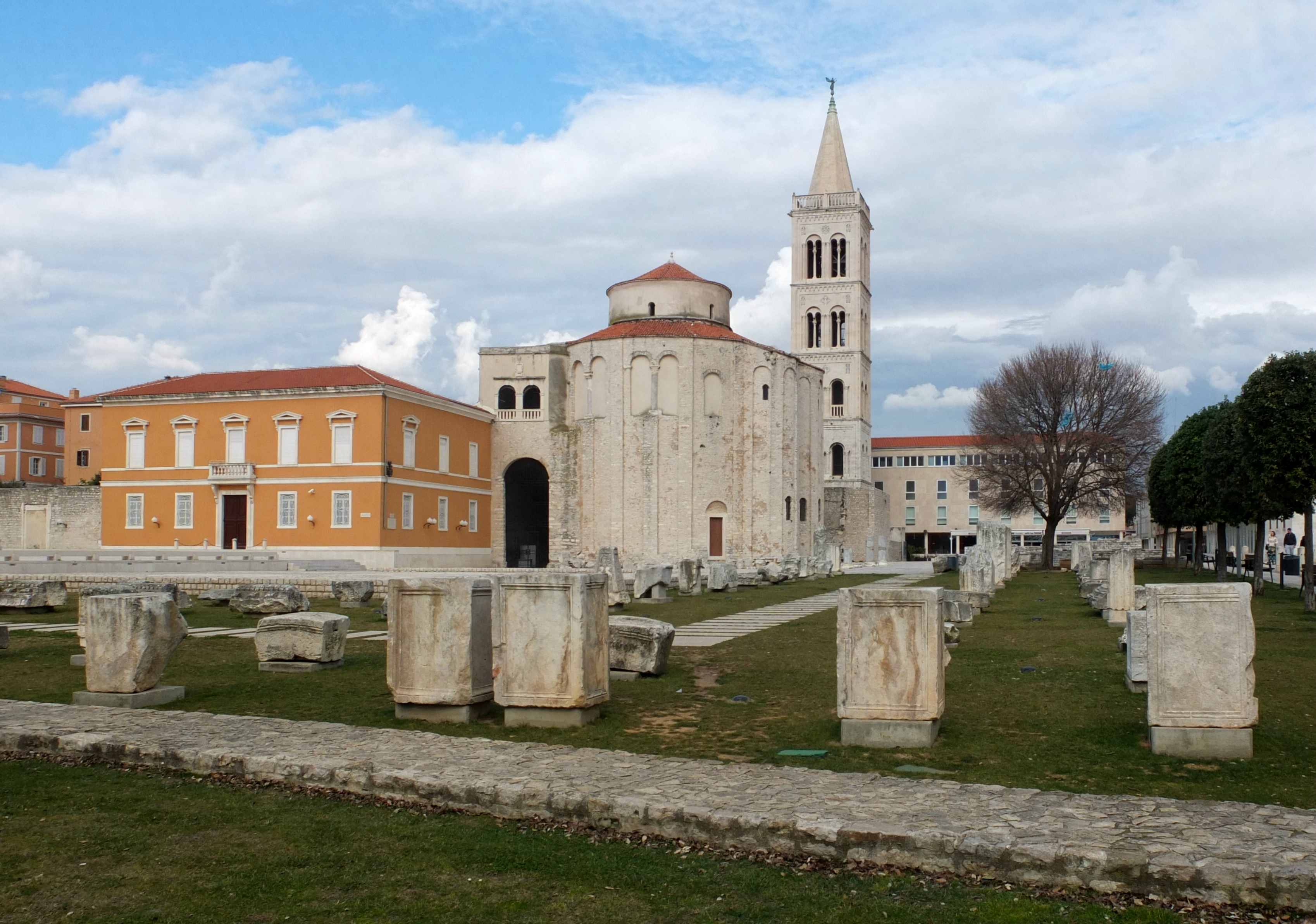
Rzymskie forum

## Gospodarka
Znajduje się tu port handlowy i rybacki, stocznia oraz port lotniczy. Zadar jest ważnym ośrodkiem przemysłowym (przemysł spożywczy, chemiczny i włókienniczy), kulturalnym (liczne zabytki i muzea) i akademickim (Uniwersytet w Zadarze).

## Inne
W mieście znajduje się hala sportowa Jazine, a także wybudowana w 2008 roku hala im. Krešimira Ćosića.

## Patron
W herbie miasta znajduje się święty Chryzogon.

## Miasta partnerskie
- Dundee, Wielka Brytania
- Reggio nell’Emilia, Włochy
- Romans-sur-Isère, Francja
- Fürstenfeldbruck, Niemcy
- Székesfehérvár, Węgry
- Padwa, Włochy
- Iquique, Chile
- Bańska Bystrzyca, Słowacja